# Manchas de Brushfield

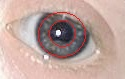
Los puntos de Brushfield son los puntos entre los círculos rojos interior y exterior.

Las manchas de Brushfield son unas pequeñas decoloraciones blanquecinas o grisáceas que se localizan en la periferia del iris del ojo humano como consecuencia del acúmulo de un exceso de tejido conectivo. Se consideran un rasgo normal (no patológico), aunque son más habituales en algunos síndromes genéticos como el síndrome de Down. Su incidencia en recién nacidos con síndrome de Down varía entre el 35% y el 78% dependiendo de las series estudiadas. Son mucho más frecuentes en niños con síndrome de down de raza caucásica que en los de origen asiático.  El término de manchas de Brushfield se debe al primer médico en describirlas en 1924, Thomas Brushfield.
Se trata de áreas focales de hiperplasia del estroma, rodeadas de una zona de hipoplasia relativa. Son más habituales en personas de iris claros.